# Fuente Vaqueros
Fuente Vaqueros er en by og kommune i det sydøstlige Spanien i provinsen Granada. Den har et indbyggertal på 4.625 (2024) indbyggere.

## Kendt bysbarn
- Federico García Lorca